# 海上畫派

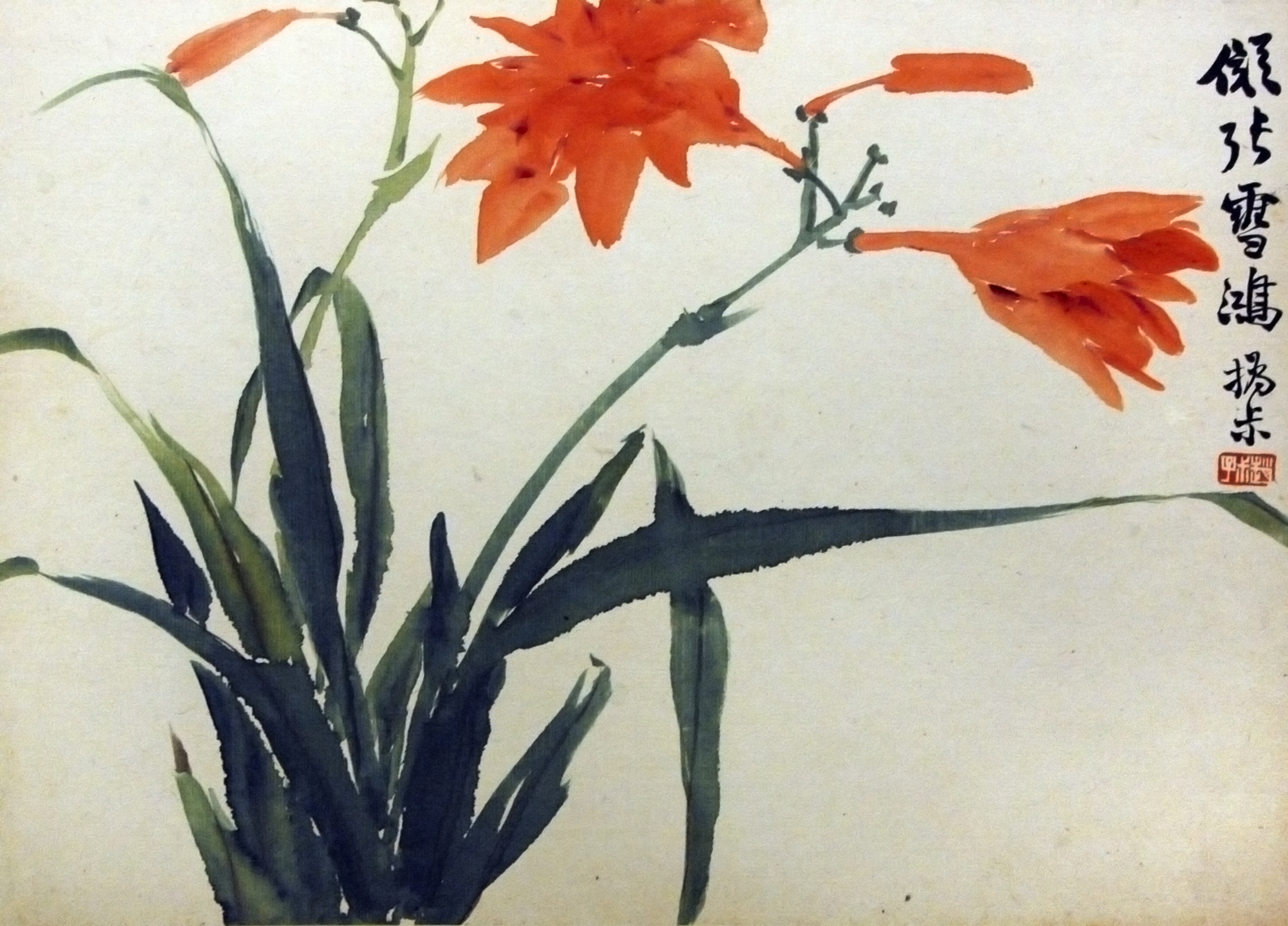
趙之謙的《花》

海上画派，又称“海派”，或“沪派”。

## 历史
大约形成于19世纪中叶，当时上海成为近代中国经济、文化中心，吸引了各地画家云集沪上，逐渐形成“海上画派”。当时寓居上海的名画家有虚谷、任熊、任薰、任颐（伯年）、吴昌硕等人，他们大都平民出身，以卖画为业，创作题材丰富，画面清新通俗，深受平民阶层的欢迎。与以北京为中心的正统宫廷画派形成鲜明的对比。海上画派，对中国近现代国画影响深刻，作为一个地域流派，至今存在（新“海派”），兴盛不衰。他们的作品在今天的书画艺术市场上仍占很大的份额。

## 流派特色
海上画派，上承唐宋传统技艺，吸取明清陈淳（白阳）、徐渭（青藤）、陈洪绶（老莲）、八大山人、石涛和“扬州八怪”等诸家之长，又受清代金石学的影响。
- 画风：潇洒放纵，又雄厚古朴的特色。受西方美术观念的影响而多用浓艳的色彩，作品富丽、细腻、鲜艳。
- 画技上：借鉴民间与西洋绘画艺术，对传统中国画进行大胆的改革创新，作品体现时代生活气息，在“正统派”外别树一帜，融贯中西，独成一派。
- 就内容来说：花鸟画最多，其次为人物、再次山水画，依序再为杂项题材，就传统的意义上，有来自古诗词、文学作为基调，再佐以西方反衬法、结构法、设色法等，在笔法墨法的应用上，简逸而明快，只求意境而略其形式。
- 特点：在继承传统的基础上能破格创新，流派自由，个性鲜明；重品学修养；和民间艺术联系深，能达到雅俗共赏；善于借鉴吸收外来艺术；作品颇具象征性，讲究内涵充实，造型色彩华美而兼具实用性与现实性。
- 此外，海上画派高产画家居多，这与上海的商业化特色，及他们卖画为生的身份相吻合。海派作品数量之大，无法估计。

## 代表画家
第一代主要畫家是赵之谦、虚谷、任颐、吴昌硕，其他有黄宾虹、任熊、任薰、蒲华、赵时纲、钱慧安、倪墨耕、赵子云、王一亭、冯超然等。第二代海派畫家有朱屺瞻、陸儼少、吳湖帆、錢瘦鐵、顏文梁、林風眠、鄭午昌、劉海粟、江寒汀、謝稚柳、陳佩秋等。當代有陳家泠、張桂銘、楊正新、盧輔聖等。